# Chotěboř (stacja kolejowa)
Chotěboř – stacja kolejowa w miejscowości Chotěboř, w kraju Wysoczyna, w Czechach Znajduje się na wysokości 550 m n.p.m..
Stacja jest wyposażona w poczekalnię, kasy biletowe, na których można zakupić bilety na pociągi krajowe i międzynarodowe oraz zarezerwować miejsce w pociągu.

## Linie kolejowe
- 238 Pardubice – Havlíčkův Brod